# قرية إلبريدج (نيويورك)
قرية إلبريدج (بالإنجليزية: Elbridge (village), New York)‏ هي منطقة سكنية تقع في الولايات المتحدة في مقاطعة أونونداغا، نيويورك. يقدر عدد سكانها بـ 1,058 نسمة ومساحتها 2.7 كم2 .